# 菅野雪虫
菅野 雪虫（すがの ゆきむし、1969年 - ）は、日本の児童文学作家、ファンタジー作家。

## 経歴・人物
福島県南相馬市出身。福島県立原町高等学校卒業。
2002年、「橋の上の少年」で北日本新聞社が主催する第36回北日本文学賞を受賞する。2005年、架空のアジア風三国を舞台にしたファンタジー小説「ソニンと燕になった王子」で第46回講談社児童文学新人賞を受賞し、改題・加筆した『天山の巫女ソニン1 黄金の燕』で2006年にデビューする。2007年、同作で第40回日本児童文学者協会新人賞を受賞する。デパート数社で美容部員、販売員として勤務した経験をもつ。
ペンネームは、雪虫に由来する。児童文学を書くときに注意していることをきかれた際、「キャラクターを自分のテーマを語る道具にはしない。これは大人が好きな子どもだな、と思うようなキャラクターは出したくない」と語っている。

## 作品リスト

### 〈天山の巫女ソニン〉シリーズ
- 『天山の巫女ソニン1 黄金の燕』（講談社） 2006年6月 ISBN 4062134233、講談社ノベルス 2011年9月、講談社文庫 2013年9月
- 『天山の巫女ソニン2 海の孔雀』（講談社） 2007年2月 ISBN 978-4062138338、講談社ノベルス 2012年3月、講談社文庫 2013年11月
- 『天山の巫女ソニン3 朱烏の星』（講談社） 2008年2月 ISBN 978-4062144858、講談社ノベルス 2013年3月、講談社文庫 2014年3月
- 『天山の巫女ソニン4 夢の白鷺』（講談社） 2008年11月 ISBN 978-4062150811、講談社ノベルス 2014年3月、講談社文庫 2015年3月
- 『天山の巫女ソニン5 大地の翼』（講談社） 2009年6月 ISBN 978-4062155205、講談社ノベルス 2015年3月、講談社文庫 2016年3月
- 『天山の巫女ソニン 巨山外伝 予言の娘』（講談社） 2012年3月 ISBN 978-4062175685、講談社文庫 2022年11月
- 『天山の巫女ソニン 江南外伝 海竜の子』（講談社） 2013年2月 ISBN 978-4062181655、講談社文庫 2022年11月

### 〈女神のデパート〉シリーズ
- 『女神のデパート1 小学生・結羽、社長になる。』（ポプラポケット文庫） 2016年4月 ISBN 978-4591149829
- 『女神のデパート2 天空テラスで星にねがいを☆』（ポプラポケット文庫） 2016年11月 ISBN 978-4591152324
- 『女神のデパート3 街をまきこめ！テレビデビュー!?』（ポプラポケット文庫） 2017年9月 ISBN 978-4591159507
- 『女神のデパート4 おいでよ♪ハッピー文化祭』（ポプラポケット文庫） 2018年11月 ISBN 978-4591159507
- 『女神のデパート5 決戦のラストセール!』(ポプラポケット文庫） 2000年4月 ISBN 978-4591166055

### 〈チポロ〉三部作
- 『チポロ』（講談社） 2015年11月 ISBN 978-4062197458
- 『ヤイレスーホ』（講談社） 2018年6月 ISBN 978-4062210546
- 『ランペシカ』（講談社） 2021年6月 ISBN 978-4065231784

### 単発作品
- 『羽州ものがたり』（角川書店） 2011年1月 ISBN 978-4048741682
- 『女王さまがおまちかね』（ポプラ社） 2011年6月 ISBN 978-4591124673
- 『アトリと五人の王』（中央公論新社） 2019年6月 ISBN 978-4-12-005207-1
- 『星天の兄弟』（東京創元社） 2021年8月 ISBN 978-4-488-02844-2
- 『海のなかの観覧車』（講談社） 2024年4月 ISBN 978-4-06-535297-7
- 「オッドアイ」（中央公論社小説BOC第4号掲載, 中公文庫『猫ミス!』収録） 2017年11月 ISBN 978-4122064638
- 「いつかアニワの灯台に」（『YA! ジェンダーフリーアンソロジー TRUE colors』収録） 2023年5月 ISBN 978-4065317297